# The Executive
|  | Denne artikel er oprettet af botten PalnaBot ud fra en ekstern database. Den kan derfor have sproglige fejl eller mangler. Denne skabelon kan fjernes efter kontrol af indholdet. |

The Executive er en kortfilm instrueret af Simon Strand Andersen efter manuskript af Simon Strand Andersen.